# Александровка (Павловский район, Нижегородская область)
Алекса́ндровка — деревня в Павловском районе Нижегородской области. Входит в состав Таремского сельсовета .

## География
Деревня расположена в лесной местности на северо-востоке Мещёрской низменности.  Самый южный населённый пункт Павловского района.

## Население
| 2002 | 2010 |
| ---- | ---- |
| 11   | ↘2   |

## Инфраструктура
Личное подсобное хозяйство с зоной сельскохозяйственного использования, индивидуальная застройка усадебного типа.

## Транспорт
Просёлочные дороги. 